# Torre Begura
La Torre Begura es una masía fortificada en la llanura entre la villa de Torroella de Montgrí y Estartit (Bajo Ampurdán). Se puede llegar a partir del desvío hacia el sur en el kilómetro 2 de la carretera Gi-641. El edificio fue construido sobre una antigua villa romana a unos 6 m s. n. m. cercano al Campo de la Gruta y en la llanura de inundación natural del Ter. Parece que la masía es anterior a las décadas de 1560 y 1590 cuando fue construida una torre de defensa de base cuadrada para defenderse de los ataques de los piratas otomanos y berberiscos.
Un estudio llevado a cabo constata que la producción agrícola de la finca era centrada, en la segunda mitad del siglo XVIII, en el trigo y especialmente el arroz que predomina en esta explotación en número de cuarteras cultivadas por lo que cada cinco años los campos eran inundados para llevar a cabo este cultivo. En cuanto a la producción agrícola destinada a alimentar ganado era testimonial y desplazada, cuando convenía, por el arroz, lo que según el autor, constata la inexistencia de ganado estabulado, sin embargo no descarta el uso de las llanuras no cultivadas por en el pasto de animales (caballos y vacas).